# Естадио де Гран Канария
„Естадио Гран Канария“ е футболен стадион, намиращ се в квартал Сиете Палмас в град Лас Палмас де Гран Канария, Испания.
Стадионът е дом на футболния отбор УД „Лас Палмас“.
В началото е замислен като многофункионален стадион. Отваря врати през 2003 година. Има над 32 000 седящи места, което го прави най-голямото спортно съоръжение на Канарските острови.